# Douglass Montgomery
Douglass Montgomery, nato Robert Douglass Montgomery (Los Angeles, 29 ottobre 1907 – Norwalk, 23 luglio 1966), è stato un attore statunitense conosciuto anche con il nome Kent Douglass.

## Biografia
Figlio di un gioielliere, Montgomery iniziò la carriera di attore sui palcoscenici di New York, interpretando ruoli di biondo giovanotto di indole solitaria e ingenua. Trasferitosi a Hollywood, firmò un contratto con la MGM e debuttò sul grande schermo nel 1930 con il film Debito d'odio, recitando per un certo periodo con il nome di Kent Douglass. Solo nel 1933 egli apparve come Douglass Montgomery in quella che fu una delle sue interpretazioni più note, quella del giovane Laurie, vicino di casa della famiglia March in Piccole donne di George Cukor, in cui recitò a fianco di Katherine Hepburn nei panni della spigliata Jo March.
Montgomery lavorò per il grande schermo durante tutti gli anni trenta, comparendo in film come Mystery of Edwin Drood (1935), La vita comincia con l'amore (1937) e Il fantasma di mezzanotte (1939), e interpretando prevalentemente ruoli di secondo protagonista maschile. Notevole eccezione fu la pellicola E adesso pover'uomo? (1934) di Frank Borzage, tratta dall'omonimo romanzo di Hans Fallada, in cui l'attore fu protagonista assoluto accanto a Margaret Sullavan. Ambientato nella triste Germania degli anni venti, il film diede occasione a Montgomery di interpretare efficacemente il ruolo di Hans Pinneberg, un giovane oppresso dalle difficoltà di ottenere e conservare un impiego per provvedere alla moglie Lämmchen (la Sullavan), in attesa di un figlio.
All'inizio degli anni quaranta Montgomery si trasferì in Gran Bretagna e recitò nel ruolo del capitano Johnny Hollis ("Johnny-in-the-Clouds") nel film bellico The Way to the Stars (1945) di Anthony Asquith, commovente storia delle tragedie, gli amori e le amicizie di un gruppo di aviatori americani e britannici in una base della Royal Air Force. Successivamente apparve ancora in Sinfonia fatale (1946) e Forbidden (1948), che fu la sua ultima apparizione sul grande schermo.
Rientrato negli Stati Uniti all'inizio degli anni cinquanta, l'attore si dedicò al piccolo schermo e apparve in alcune serie di successo come Robert Montgomery Presents (1952) e Kraft Television Theatre (1954), prima di ritirarsi definitivamente dalle scene dopo aver interpretato il doppio ruolo di Henry Jekyll ed Edward Hyde in un episodio di Matinee Theatre (1957).

### Vita privata
Il 14 marzo 1952, a Bethlehem (Connecticut), Montgomery sposò l'attrice britannica Kay Young, divorziata dall'attore Michael Wilding. Il matrimonio con la Young durò fino alla morte di Montgomery, sopravvenuta il 23 luglio 1966, all'età di 58 anni, per un tumore al midollo.

## Filmografia

### Cinema

Con Marina Berti nel film Sinfonia fatale

- Debito d'odio (Paid), regia di Sam Wood (1930)
- La piccola amica (Daybreak), regia di Jacques Feyder (1931)
- Five and Ten, regia di Robert Z. Leonard (1931)
- La donna che non si deve amare (Waterloo Bridge), regia di James Whale (1931)
- La sposa nella tempesta (A House Divided), regia di William Wyler (1931)
- Piccole donne (Little Women), regia di George Cukor (1933)
- Eight Girls in a Boat, regia di Richard Wallace (1934)
- E adesso pover'uomo? (Little Man, What Now?), regia di Frank Borzage (1934)
- Musica nell'aria (Music in the Air), regia di Joe May (1934)
- Mystery of Edwin Drood, regia di Stuart Walker (1935)
- Lady Tubbs, regia di Alan Crosland (1935)
- Il sentiero della melodia (Harmony Lane), regia di Joseph Santley (1935)
- Ombre al confine (Everything Is Thunder), regia di Milton Rosmer (1936)
- Tropical Trouble, regia di Harry Hughes (1936)
- La vita comincia con l'amore (Life Begins with Love), regia di Ray McCarey (1937)
- Counsel for Crime, regia di John Brahm (1937)
- Il fantasma di mezzanotte (The Cat and the Canary), regia di Elliott Nugent (1939)
- The Way to the Stars, regia di Anthony Asquith (1945)
- Sinfonia fatale (When in Rome), regia di Victor Stoloff (1946)
- L'amore che ti ho dato (Woman to Woman), regia di Maclean Rogers (1946)
- Forbidden, regia di George King (1948)
- Woman with a Sword, regia di William Corrigan (1952) – film tv
- Crusade to Liberty, regia di Albert McLeery (1954) – film tv
- The Good Samaritan (1954) – film tv

### Televisione
- BBC Sunday-Night Theatre - serie TV, 1 episodio (1951)
- Cameo Theatre - serie TV, 3 episodi (1952)
- Robert Montgomery Presents - serie TV, 1 episodio (1952)
- Armstrong Circle Theatre - serie TV, 1 episodio (1952)
- The Pepsi-Cola Playhouse - serie TV, 1 episodio (1954)
- Kraft Television Theatre - serie TV, 1 episodio (1954)
- TV Reader's Digest – serie TV, episodio 1x03 (1955)
- Matinee Theatre - serie TV, 1 episodio (1957)

## Doppiatori italiani
- Augusto Marcacci in E adesso pover'uomo?[2]
- Giulio Panicali in Sinfonia fatale